# Auftausalz

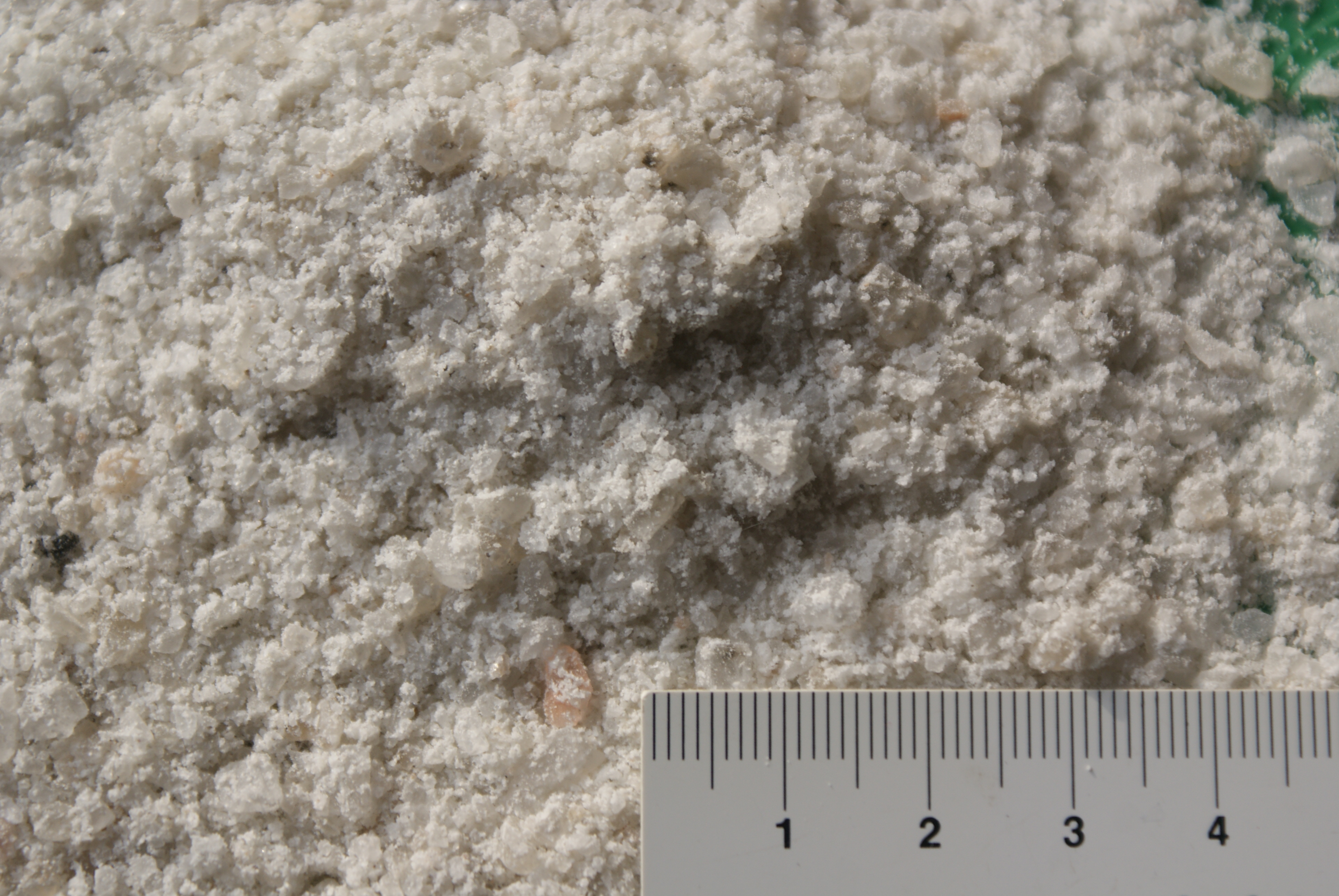
Nahaufnahme von herkömmlichem Auftausalz

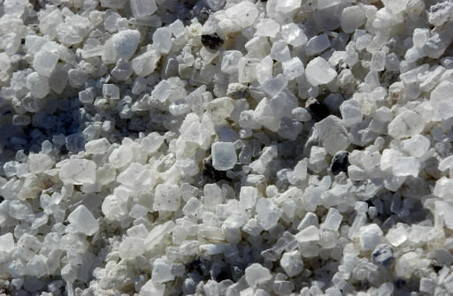
Magnesiumchlorid als Streusalz (stark vergrößert)

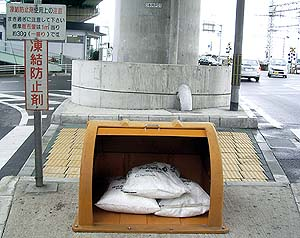
Calciumchlorid wird in Japan in Streusalzkisten aufbewahrt

Auftausalz, umgangssprachlich auch Streusalz oder Tausalz genannt, dient dem Winterdienst als Streugut zum Schmelzen von Schnee und Eis auf Verkehrswegen (Flächenenteisung), um Schnee- und Eisglätte entgegenzuwirken. Häufig wird herkömmliches Kochsalz verwendet.
Die Verwendung von Streusalz ist Privatpersonen in vielen Gemeinden untersagt, vor allem auf Gehwegen, von wo aus es leicht in Baumscheiben, Gärten und Grünanlagen gelangt und die Pflanzen schädigt.

## Geschichte
Mit der systematischen Verwendung von Salz zur Beseitigung von Schnee und Glätte wurde gegen Anfang des 20. Jahrhunderts begonnen. In Paris setzte man zu dieser Zeit in großem Maßstab Salz zur Glatteisbekämpfung ein.
Als nachteilig erwies sich jedoch die Wirkung auf die Hufe der Zugtiere sowie die Korrosion von eisernen Unterbauten und Brücken.
Mit Zunahme der Motorisierung wurde in Deutschland aus Gründen der Verkehrssicherheit in den 1960er-Jahren mit dem Streuen von Salz begonnen. Straßenmeistereien begannen mit der Errichtung von Salzhallen zur Bevorratung des im Winter benötigten Salzes. Im Winter wurde das Salz auf LKW verladen und von der offenen Ladefläche mit der Hand auf der Strecke verstreut. Um den Winterdienst wirtschaftlicher zu gestalten, verbreiteten sich bald darauf mechanische Streugeräte.
Das Streuen von trockenem Salz zeigte jedoch nur in wässrigem Eis oder Schnee die gewünschte Wirkung, da es zunächst in Lösung gehen muss. Auch kann Wind das Salz verwehen. Ein Fortschritt war der Einsatz von Feuchtsalz seit Anfang der 1970er-Jahre.

## Zusammensetzung
Das handelsübliche Auftausalz besteht zum großen Teil aus Koch- oder Steinsalz, also Natriumchlorid (NaCl). Auftausalz fiel in Deutschland nicht unter die bis 1993 erhobene Salzsteuer, weswegen es vergällt wurde. Durch Zusatz von Bitterstoffen oder Ähnlichem wurde der Geschmack so verändert, dass es ungeeignet zum menschlichen Verzehr wurde. Zur Kenntlichmachung wurde es zusätzlich eingefärbt.
Anforderungen der Steiermärkischen Landesregierung 2006 an Auftausalz NaCl:
- Mindestanteil NaCl 98 %
- Kornverteilung stetig
- Größtkornanteil über 1,6 mm maximal 10 %
- Kleinstkornanteil unter 0,16 mm maximal 5 %
- Produkte mit geringem Sulfatanteil sind zu bevorzugen
- Der Anteil der unlöslichen Stoffe darf 0,25 % nicht übersteigen
- Feuchtigkeit bei Hallenlagerung maximal 1,2 %
- Feuchtigkeit bei Silolagerung maximal 0,6 %

Auftausalz kann auch natürliche Nebenminerale wie Anhydrit (Calciumsulfat), Magnesiumsulfat oder Ton enthalten. Rieselhilfen verhindern das Verklumpen. Andere verwendete Auftaumittel sind Calciumchlorid (CaCl2), Magnesiumchlorid (MgCl2) und Kaliumchlorid (KCl). Zuweilen findet auch das Mineral Kainit dafür Verwendung.
Auftausalz kann als Feuchtsalz oder Flüssigmischung ausgebracht werden. Hierbei wird das Salz vor dem Aufbringen auf die Straße mit Wasser oder einer Salzlösung aus Natrium-, Calcium- oder Magnesiumchlorid befeuchtet. Das angefeuchtete Auftausalz ermöglicht größere Streubreiten, haftet besser auf der Fahrbahn und hält diese länger eisfrei. Bedingt durch verbesserte Ausbringungstechnik und den überwiegenden Einsatz von Feuchtsalz – auch in Kombination mit Trockensalz – konnten die Dosierungen im Vergleich zu denen in den 1970er-Jahren um ca. 70 % reduziert werden. Nach Information des deutschen Bundesverkehrsministeriums von 1984 wurde der Einsatz von Auftausalz innerhalb von drei Jahren um 58 % von 600.000 Tonnen auf 250.000 Tonnen reduziert.

## Wirkung

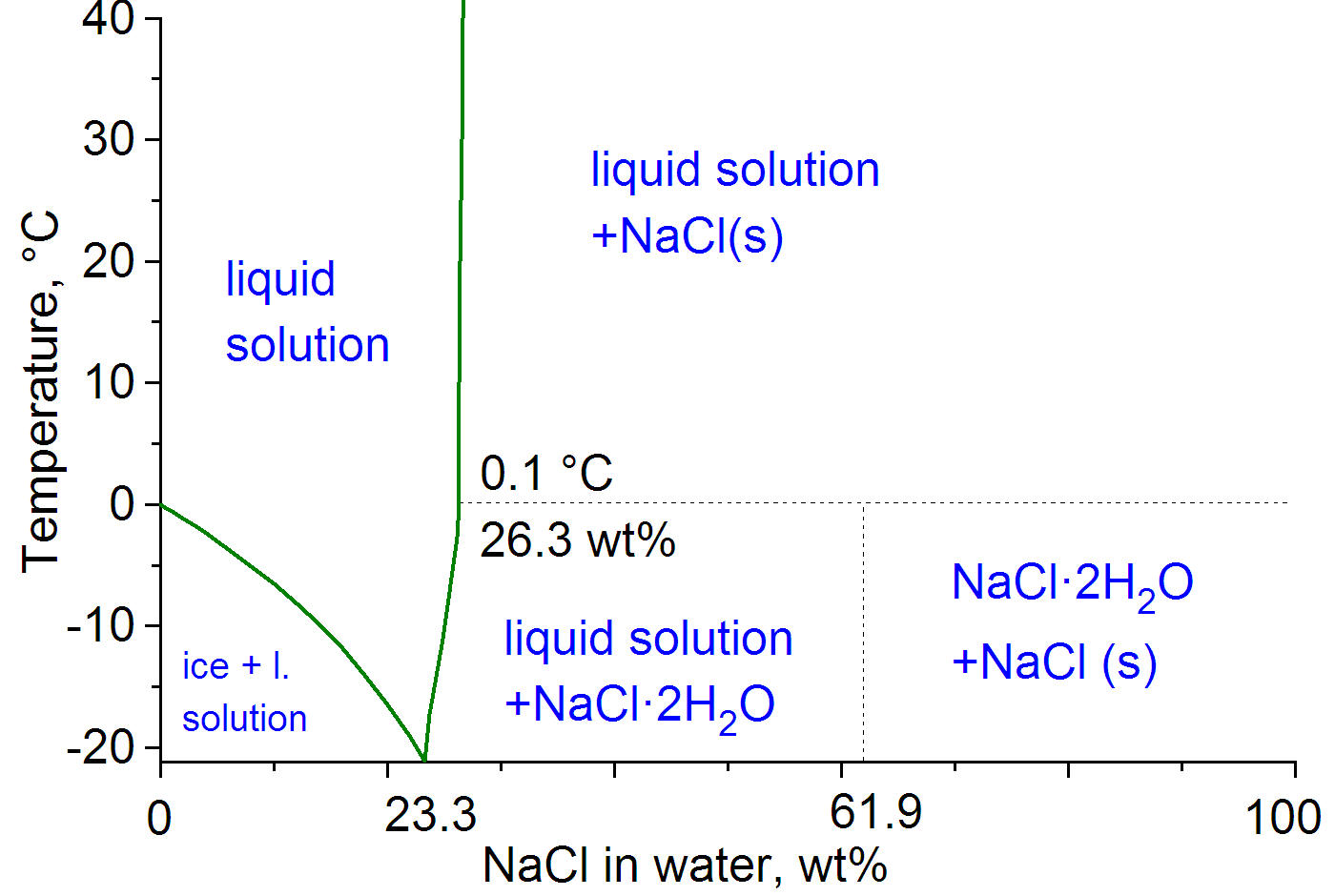
Phasendiagramm von NaCl-Lösung

Die Wirkung des Auftausalzes beruht auf dem physikalisch-chemischen Effekt der molaren Schmelzpunkterniedrigung, durch den der Gefrierpunkt einer Flüssigkeit abnimmt, je mehr Teilchen in ihr gelöst werden. In der Praxis sind diese Teilchen die Ionen des im Wasser gelösten Salzes. Das Auftausalz wird als Sole, d. h. in wässriger Lösung, angewendet, die demnach einen niedrigeren Gefrierpunkt hat als das Eis, in dem von Natur aus kaum Teilchen gelöst sind. Der Gefrierpunkt einer Natriumchlorid-Sole kann auf bis zu −21,1 °C abgesenkt werden.
An der Grenzfläche zwischen dem Eis und der darauf aufgebrachten Sole gehen Wassermoleküle aus dem Eis in den flüssigen Aggregatzustand über und werden Teil der Sole. Da die Sole weiterhin einen niedrigeren Gefrierpunkt hat als das Eis, gehen von der Sole keine Wassermoleküle in den festen Aggregatzustand über. Dadurch löst sich das Eis langsam auf, während die Sole zunehmend verdünnt wird und dadurch ihr Gefrierpunkt steigt. Folglich muss die verwendete Sole eine ausreichend hohe Konzentration haben, um nicht bei einer entsprechenden Temperatur den Gefrierpunkt zu erreichen.
Auftausalz muss sich zunächst im Wasser lösen, um zu wirken. Trockenes Salz wird bevorzugt bei Temperaturen um den Gefrierpunkt ausgebracht, wenn tagsüber im schmelzenden Eis und Schnee auch flüssiges Wasser vorliegt.
Neben der Form spielt insbesondere die Umgebungstemperatur für die Wirksamkeit von Auftausalz eine Rolle. Natriumchlorid kann in der Regel nur bei Temperaturen bis −10 °C eingesetzt werden. Je tiefer die Temperaturen, desto größer die zu verwendende Menge des Salzes. Calciumchlorid und Magnesiumchlorid sind ergiebiger als Kochsalz. Bei etwa −20 °C vermindert sich aber auch die auftauende Wirkung dieser beiden Salze erheblich.

## Anwendung

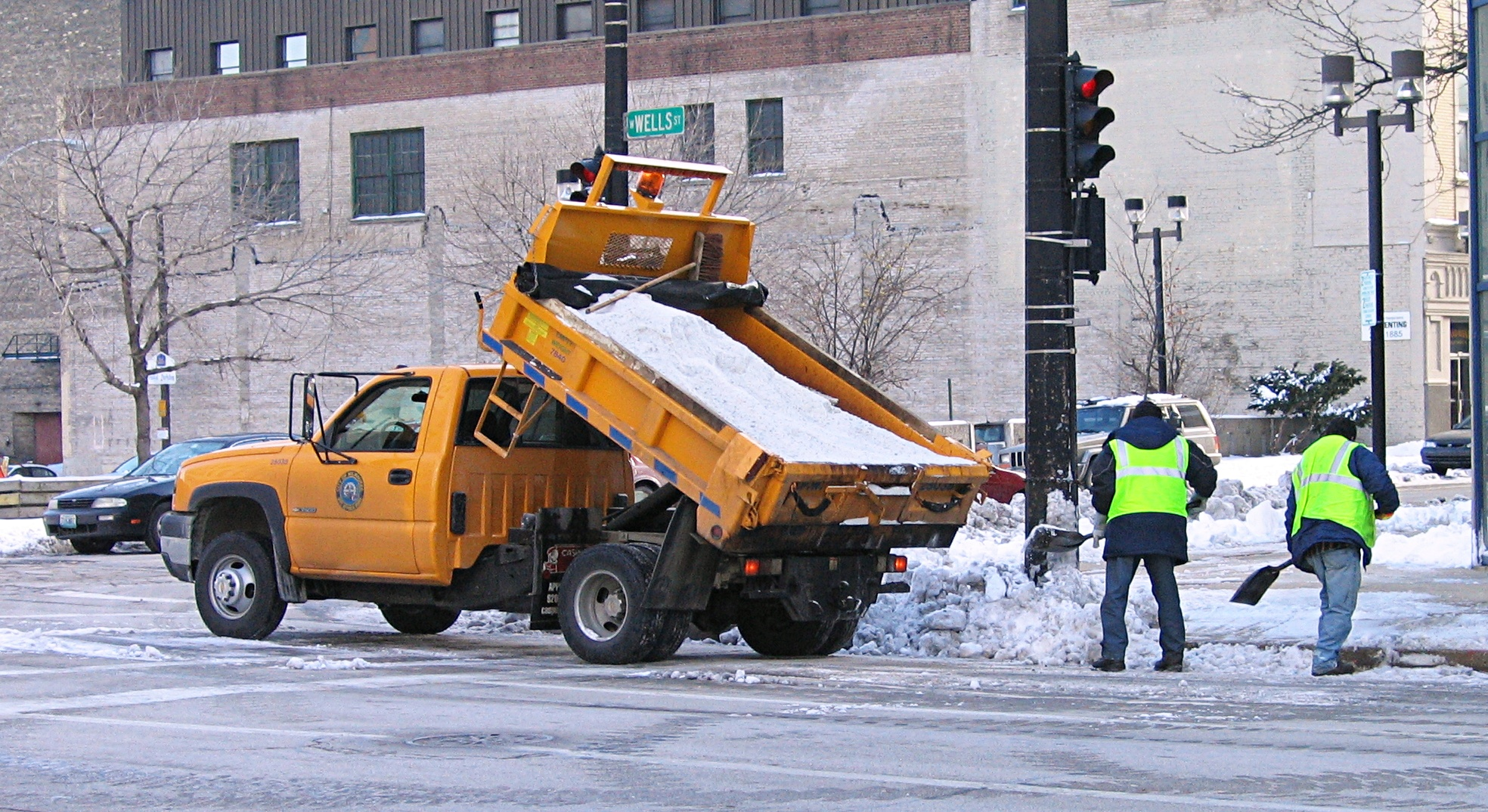
Salzstreuung in Wisconsin, USA

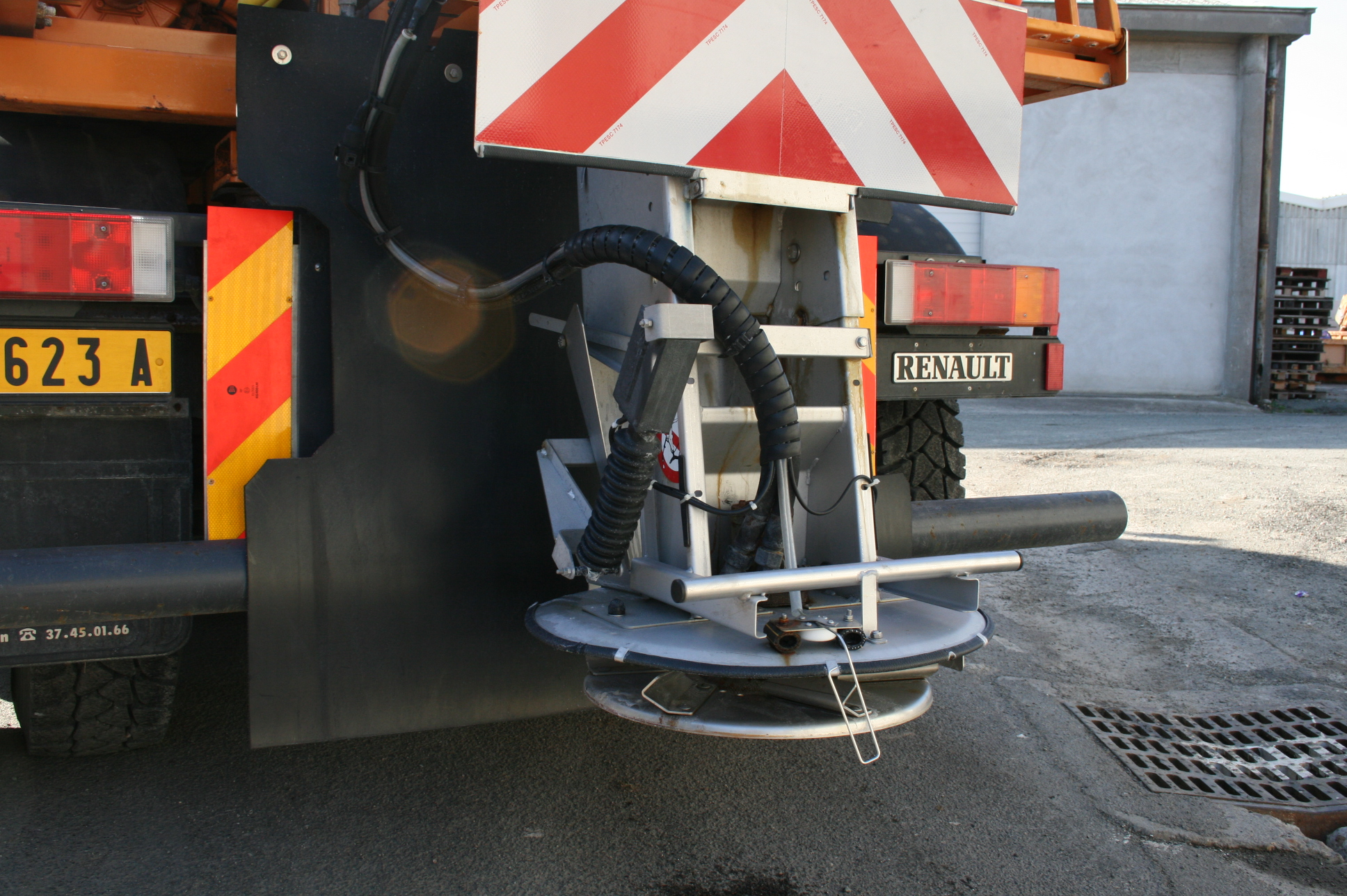
Streuteller an einem französischen Winterdienstfahrzeug

Soweit in der jeweiligen Gemeinde zulässig, kann das granulierte Salz per Hand auf den vereisten Bereich gestreut werden. Im Winterdienst wird von Streufahrzeugen heute meist feuchtes Salz mittels eines am Fahrzeug befestigten Streutellers breitflächig aufgetragen. Im feuchten Zustand wird es vom Wind nur in geringen Mengen fortgetragen (rund 15 %).
Salzlösungen können auch als Sprühsalz verteilt werden. Teilweise lässt sich durch Beimischung von Sand oder Splitt die Menge des verwendeten Salzes verringern.
Die optimale Wirkung wird nur bei bestimmten Rahmenbedingungen erreicht. Die Fahrbahntemperatur darf nur in einem bestimmten Bereich liegen. Ist sie zu tief, ist auch mit Salz keine Auftauwirkung zu erzielen. Fahrende Autos können durch den Reifendruck das teilweise Aufschmelzen und Zerkleinern von Eis und Schnee bewirken und verdrängen das Gemenge aus Salzlösung und Eis zur Seite. Die Bewegung der gefrorenen Masse erhöht die Verdunstung, wodurch sich die Salzlösung konzentriert, die dann weiteres Eis anlösen kann.
Auftausalz wird in vielen Ländern zur Glättebekämpfung eingesetzt. Besonders schneereiche Länder, wie etwa Finnland, die Slowakei oder Österreich, verwenden allerdings nur wenig Streusalz. Zum einen sind diese Länder auf eine schnelle Schneeräumung in den Städten eingestellt. Zum anderen treten hier meist längerfristig tiefere Temperaturen auf, bei denen es nicht zur Bildung des problematischen Glatteises kommt. Unberäumte Straßen können bei andauernder Kälte durch das Aufstreuen von abstumpfenden Stoffen sicher befahrbar gemacht werden, da der aufgestreute Splitt tagsüber nicht im antauenden Schneegemisch versinkt und nicht durch Eisbildung aufgrund nächtlichen Überfrierens unwirksam gemacht wird.
In der Schweiz werden in strengen Wintern 300.000 bis 350.000 Tonnen Streusalz eingesetzt, wobei die Verbräuche zwischen den Jahren um mehr als das Dreifache variieren können.

## Umwelteinflüsse

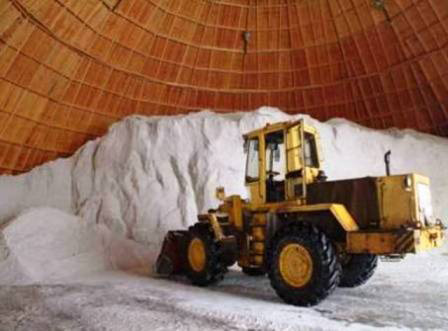
Salzlagerhallen werden meist aus Holz errichtet, da Salz auf Holz nicht korrosiv, sondern konservierend wirkt

Die Verwendung von Auftausalz hat zahlreiche Nachteile für die Umwelt. Das Salz gelangt mit dem Schmelzwasser in den Boden. Der Eintrag von Natrium- und Chloridionen in den Boden hat negative Auswirkungen auf die Bodenstruktur, es kann zu Verschlämmung und Verdichtung kommen.
Ebenso wie Seesalz trägt Auftausalz zu einer Erhöhung des PM10-Anteils in der Umgebungsluft bei. Bei Temperaturen um den Gefrierpunkt (Tauwetter) bildet sich beim Aufwirbeln des Gemischs durch Fahrzeugreifen salzhaltiges Aerosol.
Auftausalz greift die straßennahe Vegetation an. Besonders empfindlich sind als Straßenbäume gepflanzte Linden. Aber auch Ahorne, Rosskastanien, Roteichen und Fichten reagieren empfindlich auf die erhöhten Ionen-Konzentrationen im Boden (siehe auch: Osmoregulation). Dauerhaft hohe Salzkonzentrationen an Straßenrändern begünstigen die Ansiedlung von salzliebenden Küstenpflanzen im Binnenland.
Bei Hunden sammelt sich im Winter Schnee und Streusalz zwischen den Zehen. Beim Reinigen der Pfoten nehmen die Hunde das Salz auf, was zu Vergiftungserscheinungen führen kann. Das Knabbern an den Pfoten reizt zudem die Zehenzwischenräume.
Folgeschäden verursacht die korrosive Wirkung der im Auftausalz enthaltenen Chloridionen an Betonbauteilen, Stahlträgern und Fahrzeugen. Der österreichische VKI kritisiert, dass der Anteil des aggressiven Calciumchlorids in Streumitteln wesentlich höher ist als etwa in der Schweiz. Diese Kritik bestätigen Autoimporteure, die in Österreich stärkere Rostschäden konstatieren als in der Schweiz oder in anderen Ländern. Die Gemeinden verfügten im Gegensatz zu Straßen- und Autobahnmeistereien oft nicht über die technischen Möglichkeiten zur Minimierung des Streumitteleinsatzes.
Ein bedeutender Anteil des Auftausalzes gelangt in die Gewässer. Ab bestimmten Konzentrationen schädigt es dort Flora und Fauna. Eine Untersuchung des amerikanischen Cary Instituts für Ökosystemstudien in Milbrook von 2014 zeigt, dass die Salzbelastung aus Streusalz von Flüssen und Seen im Südosten des Bundesstaates New York sommers wie winters fast gleich und unerwartet hoch ist. Sie geht davon aus, dass über Jahrzehnte in Grundwasserleiter gelangte Auftausalzfrachten nach und nach in Oberflächengewässern und Trinkwasserbrunnen abgegeben werden. Im schneereichen Michigan ergaben sich in zwei untersuchten Seen Veränderungen der spezifischen Wasser-Dichten mit daraus resultierender Behinderung der Zirkulation zwischen den Wasserschichten. In einem der Seen erfolgte gar keine Durchmischung mehr. Eine salzhaltige und sauerstoffarme Wasserschicht hatte sich am Boden des Sees gebildet, in der kaum noch Pflanzen oder Tiere vorkamen (Dead zone).

## Verbot
Die private Verwendung von Streusalz auf öffentlichen Wegen wird von vielen Kommunen eingeschränkt oder untersagt und kann mit Geldstrafe geahndet werden, auch wenn die Kommune sich selbst den Gebrauch auf Hauptstraßen sowie an Gefahrenstellen bei bestimmten Wetterverhältnissen vorbehält. Abstumpfende Streumittel können als Alternative dienen. Sie müssen allerdings mittelfristig wieder durch Reinigungsfahrzeuge aufgenommen werden.
Drei der zehn größten deutschen Städte, nämlich Berlin, Hamburg und München, verbieten Streusalz auf Gehwegen völlig. In den übrigen sieben Kommunen (Köln, Frankfurt, Stuttgart, Düsseldorf, Dortmund, Essen und Leipzig) erlaubt die Satzung den Einsatz von Streusalz nur bei extremen Wetterlagen wie Eisregen und dann auch nur sehr sparsam.
In Österreich erlauben beispielsweise Wien, Salzburg und Graz das Streuen von Auftausalzen nur in Ausnahmefällen.
In Schweizer Gemeinden gibt es meist kein generelles Streusalzverbot.

## Alternativstoffe
Salzfreie Streumaterialien sind auf der Basis von Harnstoff verfügbar. Der Eisflockenpunkt einer 30 Gew.-%igen Lösung in Wasser liegt bei −10 °C. Da der Einsatz von Harnstoff zu einer Überdüngung des Bodens führen kann, ist der Einsatz in vielen Städten verboten, so beispielsweise in Wien. Ein weiteres alternatives Auftausalz ist Ammoniumsulfat. Der Gefrierpunkt einer 66 Gew.-%igen Lösung in Wasser liegt bei −18,5 °C. Wie Harnstoff wirkt auch diese Substanz als unerwünschter Stickstoffdünger.
In den USA und Kanada wird ein Nebenprodukt der Zuckerherstellung mit Salz zu einem dunklen zähflüssigen Gemisch versetzt. Während dieser als Safecote bezeichnete Ersatzstoff auch in der Schweiz erfolgreich angewendet wurde, ist die österreichische ASFINAG noch nicht überzeugt. Während das Mittel Safecote selbst nur unwesentlich teurer ist, müssen die Streufahrzeuge aufwändig umgerüstet werden. Die ASFINAG erprobt auf Autobahn-Teilstücken in Ost-Österreich Sole aus Kaliumchlorid.
Auch gewöhnlicher Haushaltszucker kann als Streumittel eingesetzt werden. Durch die Verdünnung ist auf der Fläche kein Klebeffekt zu erwarten.
In Wien wurden verschiedene Tests mit Resten aus der Verarbeitung von Weintrauben oder Granulat aus Maiskolben durchgeführt. Ein Nachteil der organischen Alternativstoffe ist die ausgebrachte Fracht an gelöstem organischem Kohlenstoff (DOC), die sich negativ auf den Zustand angrenzender Gewässer auswirken kann. Die Gewässerrelevanz eines flächendeckenden Einsatzes auf Nationalstraßen und im Siedlungsgebiet wurde jedoch als gering eingestuft, sofern der DOC leicht abbaubar ist.
Niederbayerns Winterdienste verwenden auch die bei der Verarbeitung von Essiggurken zurückbleibende Sole als Auftaumittel.